# Nino Defilippis
Nino Defilippis (Turijn, 21 maart 1932 - Turijn, 13 juli 2010) was een Italiaans wielrenner.
Defilippis won in zijn carrière zeven etappes in de Ronde van Frankrijk. Hij eindigde in de Tour van 1956 als vijfde in het eindklassement en in de Tour van 1957 als zevende.
Verder won hij tien etappes in de Ronde van Italië, waaronder een ploegentijdrit, en droeg hij in de Giro van 1952 twee dagen en in de Giro van 1957 vier dagen de roze leiderstrui.
In de Ronde van Spanje won hij tweemaal een etappe, in 1956 en in 1962.
In 1960 werd hij Italiaans kampioen op de weg voor professionals.
In het peloton had hij de bijnaam El Cid.

## Belangrijkste overwinningen
1952
- Trofeo Baracchi (met Giancarlo Astrua)
- 17e etappe Ronde van Italië

1953
- Ronde van de Drie Valleien

1954
- Ronde van Piëmont
- Ronde van Emilia
- 3e etappe Ronde van Italië

1955
- Circuito Cuneo
- Omegna
- Ronde van Emilia
- 3e etappe Ronde van Italië
- 6e etappe Ronde van Italië (ploegentijdrit)

1956
- 15e etappe Ronde van Spanje
- Winnaar bergklassement Vuelta
- 11e etappe Ronde van Frankrijk
- 13e etappe Ronde van Frankrijk
- 17e etappe Ronde van Frankrijk

1957
- 13e etappe Ronde van Frankrijk
- 17e etappe Ronde van Frankrijk

1958
- Antibes
- Maggiora
- Ronde van Lombardije
- Ronde van Lazio
- Ronde van Piëmont
- 1e etappe Ronde van Zwitserland
- 9e etappe Ronde van Italië
- 11e etappe Ronde van Italië
- Nice-Genua
- 4e etappe Parijs-Nice
- 2e etappe Ronde van Sardinië
- 1e etappe Tour de l'Ouest
- 6e etappe Tour de l'Ouest
- 7e etappe Tour de l'Ouest

1959
- 1e etappe Ronde van Sardinië
- 12e etappe Ronde van Italië

1960
- Italiaans kampioenschap op de weg, Elite
- Ronde van Toscane
- Ronde van de Drie Valleien
- 6e etappe Ronde van Sardinië
- 3e etappe Ronde van Frankrijk
- 8e etappe Ronde van Frankrijk

1961
- Gonzagol
- Monaco
- 6e etappe Ronde van Italië
- Ronde van Veneto
- G.P de Cannes

1962
- Italiaans kampioenschap op de weg, Elite
- Solesino
- Ronde van Lazio
- München-Zürich
- 3e etappe Ronde van Spanje

1963
- 7e etappe Ronde van Italië

1964
- 15e etappe Ronde van Italië

## Resultaten in voornaamste wedstrijden
| Jaar | Ronde van Italië | Ronde van Frankrijk | Ronde van Spanje |
| ---- | ---------------- | ------------------- | ---------------- |
| 1952 | 22e (1)          |                     |                  |
| 1953 | 12e              |                     |                  |
| 1954 | 15e (1)          |                     |                  |
| 1955 | 51e (2)          |                     |                  |
| 1956 | opgave           | 5e (3)              | 18e (1)          |
| 1957 | 13e              | 7e (2)              |                  |
| 1958 | 34e (2)          |                     |                  |
| 1959 | 18e (1)          |                     |                  |
| 1960 | 22e              | 67e (2)             |                  |
| 1961 | 10e (1)          |                     |                  |
| 1962 | ↑                | opgave              | opgave (1)       |
| 1963 | opgave (1)       |                     |                  |
| 1964 | 35e (1)          |                     |                  |

| Jaar | Milaan-San Remo | Gent-Wevelgem | Ronde van Vlaanderen | Parijs-Roubaix | Luik-Bast.‑Luik | Ronde van Lombardije | Waalse Pijl |  | WK op de weg |  | Wereldranglijsten |
| ---- | --------------- | ------------- | -------------------- | -------------- | --------------- | -------------------- | ----------- |  | ------------ |  | ----------------- |
| 1952 | 105e            |               |                      |                |                 | ↑                    |             |  |              |  |                   |
| 1953 | 5e              |               |                      |                | 6e              |                      | 20e         |  | 5e           |  | 6e (CDC)          |
| 1954 |                 |               |                      |                |                 | 31e                  |             |  |              |  |                   |
| 1955 | 92e             |               |                      |                |                 |                      |             |  | 13e          |  |                   |
| 1956 |                 |               |                      |                |                 |                      |             |  |              |  |                   |
| 1957 | 7e              |               |                      |                |                 |                      | 6e          |  | 24e          |  |                   |
| 1958 | 10e             |               | 7e                   |                |                 | ↑                    | 19e         |  | 14e          |  |                   |
| 1959 | 14e             |               |                      | 13e            |                 | 21e                  |             |  | 23e          |  |                   |
| 1960 | 57e             |               | 22e                  |                | 14e             | 39e                  | 36e         |  | 20e          |  |                   |
| 1961 | 18e             |               | ↑                    |                |                 | 7e                   |             |  | ↑            |  | 5e (SPP)          |
| 1962 | 21e             | 75e           |                      | 11e            |                 |                      |             |  |              |  |                   |
| 1963 | 18e             |               |                      |                |                 |                      |             |  |              |  |                   |
| 1964 | 67e             |               |                      |                |                 |                      |             |  |              |  |                   |